# Институт минералогии, геохимии и кристаллохимии редких элементов
Институт минералогии, геохимии и кристаллохимии редких элементов (ИМГРЭ) — Российская научно-исследовательская геологическая организация по изучению минерально-сырьевой базы редких металлов в Российской Федерации и зарубежных странах. Федеральное государственное бюджетное учреждение, в подчинении у Минприроды и Роснедра.
В институте проводятся работы по экохимии — изучается накопление в продуктах питания через почву вредных компонентов.

## История
Институт минералогии, геохимии и кристаллохимии редких элементов был создан в 1956 году на базе Лаборатории минералогии и геохимии редких элементов АН СССР. Создание института было связано с возросшим спросом на редкоземельные элементы для нужд народного хозяйства и обороны.
В созданном институте учёные занимались изучением месторождений редких элементов, закономерностей образования таких элементов и их распространением в минералах и рудах чёрных и цветных металлов, разработкой спектроскопических, химико-аналитических, рентгеновских методов исследований редких элементов.
В результате многочисленных работ в этом направлении в институте разработаны научные основы поиска месторождений редкоземельных элементов, определена основная роль в редкометальной металлогении орогенного (коллизионного) этапа геологического развития. Вычленилось новое научное направление — стереометаллогения, занимающаяся объёмным прогнозированием. Определены возможности попутного извлечения из руд полезных ископаемых редкоземельных: рения, германия, скандия, ванадия.
Сотрудниками института минералогии, геохимии и кристаллохимии редких элементов открыто 175 новых минералов, 22 из них названы именами сотрудников ИМГРЭ, выявлено 136 новых месторождений и 15 новых геолого-генетических типов.

## Научные направления
Основные научные направления работы Института:
- методы геохимического прогноза,
- поиски новых месторождений цветных, благородных и редких металлов,
- методы глубинного прогноза золото-редкометалльных и нефтегазовых месторождений.

## Структура
В состав института минералогии, геохимии и кристаллохимии редких элементов входят отделы:
- Методического обеспечения поисковых геохимических работ
- Научно — производственный центр поисковых работ
- Региональная геохимия
- Геоинформатики и цифровой картографии
- Инженерно-геологических процессов и инженерно — экологических исследований
- Экологической экспертизы объектов природопользования и строительства
- Экологическая геохимия

## Награды
- [когда?] Государственная премия СССР за трёхтомную монографию: «Геохимия, минералогия и генетические типы месторождений редких элементов»[источник?]

## Руководство
Институт возглавляли, директора по году назначения:
- 1956 — Власов, Кузьма Алексеевич
- 1966 — Овчинников, Лев Николаевич
- 1986 — Буренков, Эдуард Константинович
- 2001 — Кременецкий, Александр Александрович
- 2014 — Спиридонов, Игорь Геннадьевич.